# 容基耶尔
容基耶尔（法語：Jonquières，法語發音：[ʒɔ̃kjɛʁ] ⓘ）是法国普罗旺斯-阿尔卑斯-蓝色海岸大区沃克吕兹省的一个市镇，位于该省西部偏北，属于阿维尼翁区。

## 地理
容基耶尔（44°6'55"N, 4°53'57"E）面积23.87 平方千米，位于法国普罗旺斯-阿尔卑斯-蓝色海岸大区沃克吕兹省，该省份为法国东南部内陆省份，北起德龙省，西北接阿尔代什省，西接加尔省，南至罗讷河口省，东南角与瓦尔省接壤，东临上普罗旺斯阿尔卑斯省。
与容基耶尔接壤的市镇（或旧市镇、城区）包括：艾格河畔卡马雷、奥朗日、维奥莱斯、瓦凯拉斯、萨里扬、库尔泰宗。

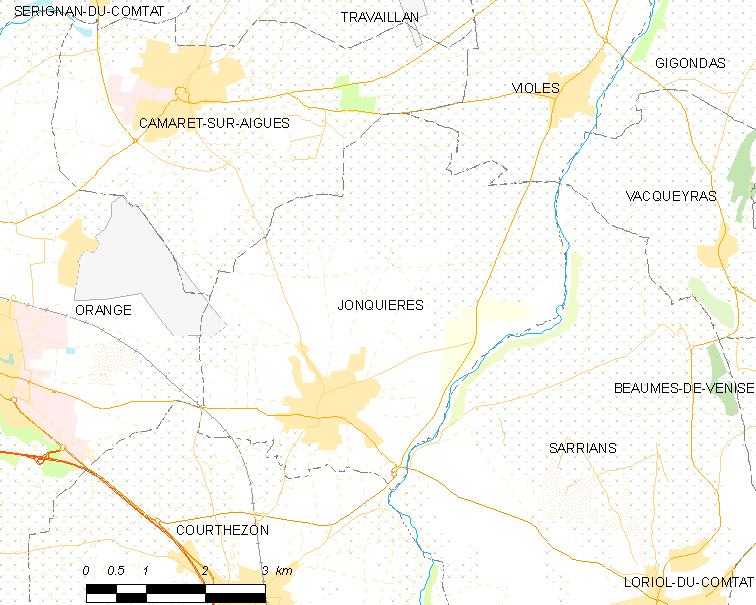
容基耶尔的OSM定位图

容基耶尔的时区为UTC+01:00、UTC+02:00（夏令时）。

## 行政
容基耶尔的邮政编码为84150，INSEE市镇编码为84056。

## 政治
容基耶尔所属的省级选区为索尔格县。

## 人口

1962-2008年间容基耶尔人口变化图示

容基耶尔于2022年1月1日时的人口数量为5213人。